# Procusto

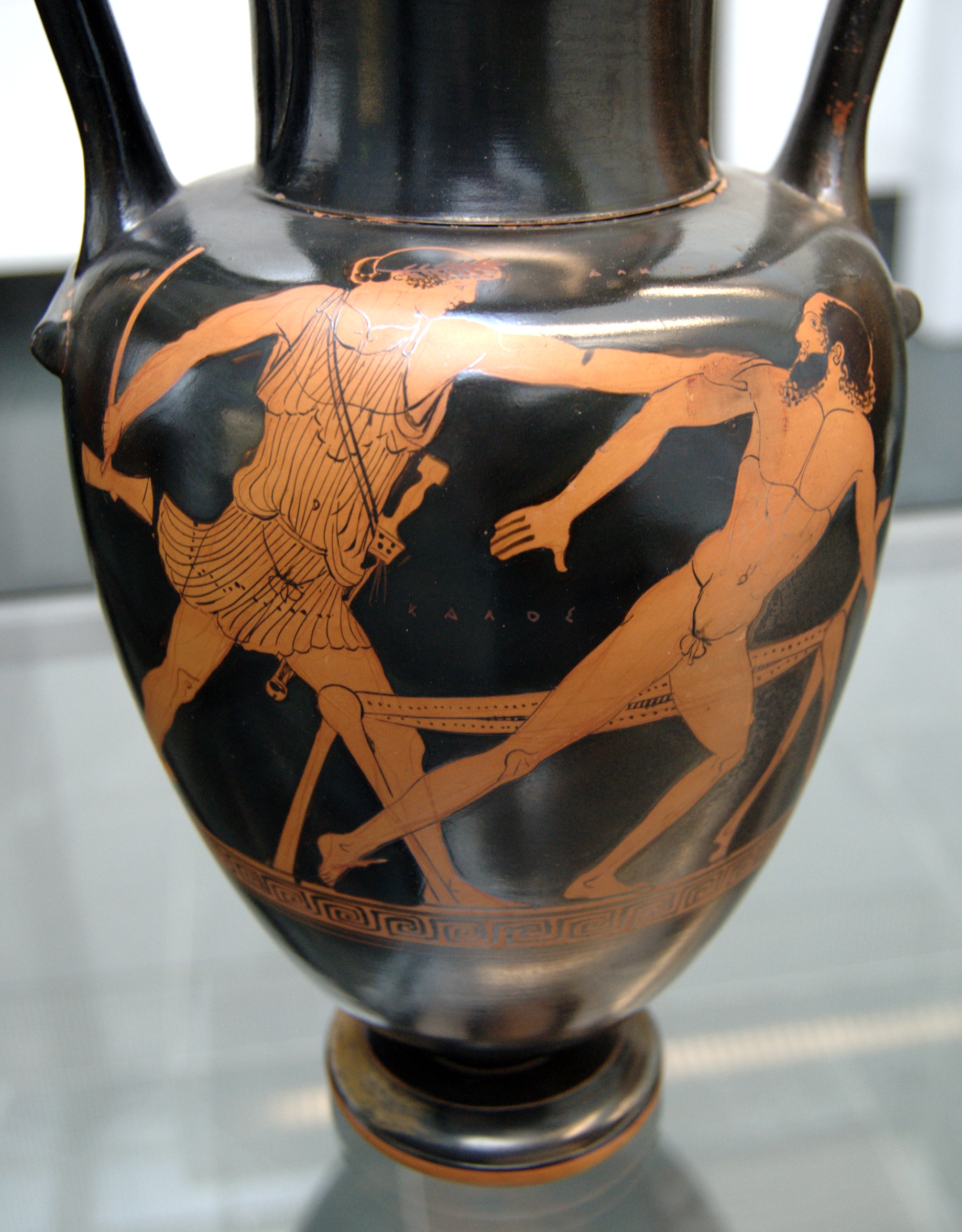
Teseu e Procrusto

Procusto, também conhecido como "Procrustes", "Procrusto", "Damastes" ou "Polipémon", é um personagem da mitologia grega que faz parte da história de Teseu.

## História
Procusto era um bandido que vivia na serra de Elêusis. Em sua casa, ele tinha uma cama de ferro, que tinha seu exato tamanho, para a qual convidava todos os viajantes a se deitarem. Se os hóspedes fossem demasiados altos, ele amputava o excesso de comprimento para ajustá-los à cama, e os que tinham pequena estatura eram esticados até atingirem o comprimento suficiente. Uma vítima nunca se ajustava exatamente ao tamanho da cama, porque Procusto, secretamente, tinha duas camas de tamanhos diferentes.
Continuou seu reinado de terror até que foi capturado pelo herói ateniense Teseu, que, em sua última aventura, prendeu Procusto lateralmente em sua própria cama e cortou-lhe a cabeça e os pés, aplicando-lhe o mesmo suplício que infligia aos seus hóspedes.

## Etimologia
Procusto significa "o esticador", em referência ao castigo que o referido bandido aplicava à suas vítimas. A mesma personagem é às vezes referida como Polipémon ou Damastes.

## Simbologia

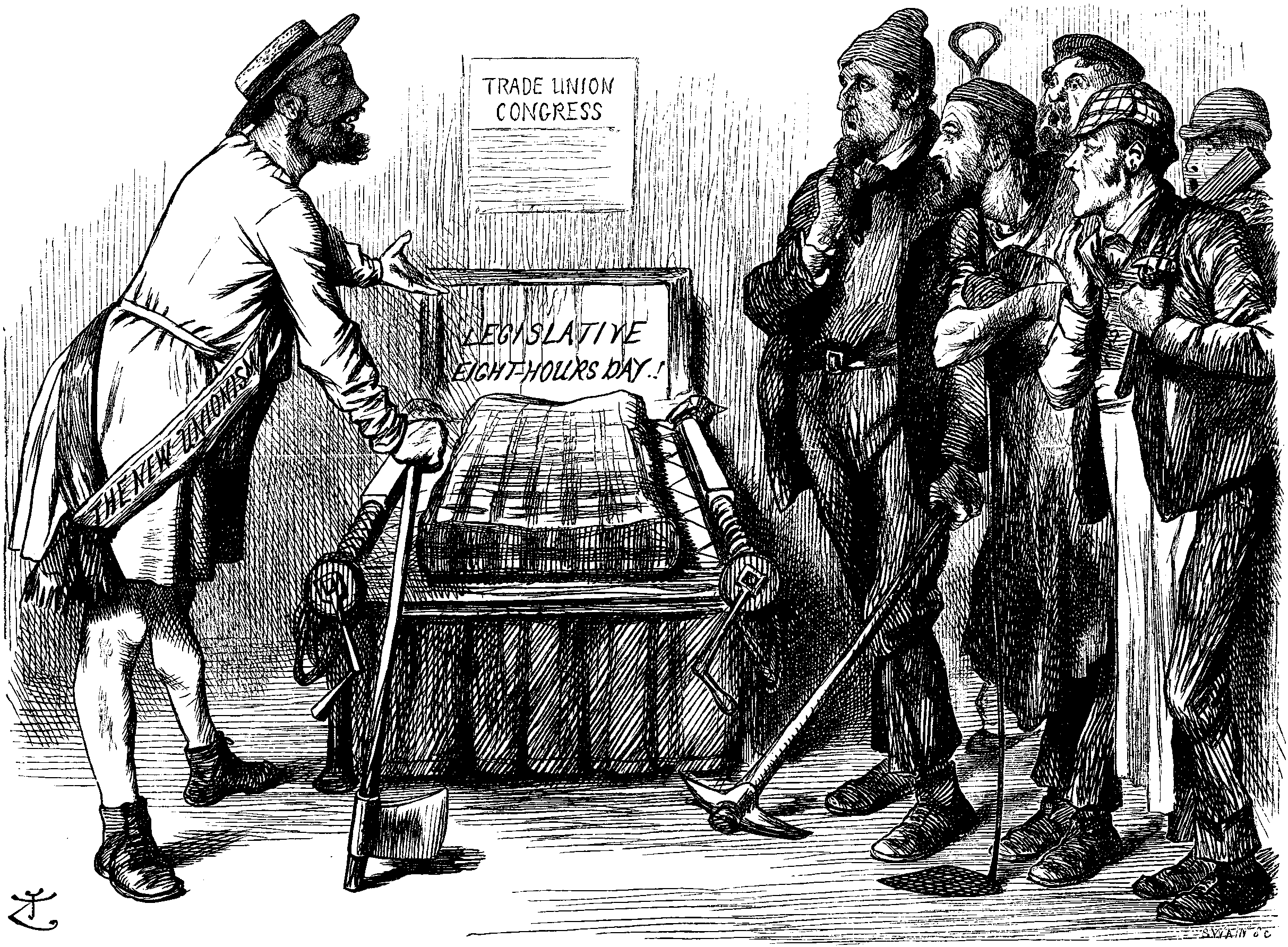
Charge da revista Punch (1891) comparando a nova lei britânica das oito horas de trabalho com a cama de Procusto.

Procusto representa, em regra, a intolerância do ser humano em relação ao seu semelhante. Nesse e em outros sentidos dicotômicos, o mito já foi usado como metáfora para criticar tentativas de imposição de um padrão em várias áreas do conhecimento, como na economia, na política, na educação , na história, na metodologia científica, na medicina, na administração, no direito nas ciências sociais e na sociologia eleitoral.

## Paralelo
Curiosamente, a tradição rabínica menciona que um dos crimes cometidos contra os forasteiros pelos habitantes de Sodoma era quase idêntico ao de Procusto, dizendo respeito à cama de Sodoma (mitat s'dom) na qual os visitantes da cidade eram obrigados a dormir.